# Национальный центр суперкомпьютерных приложений
Национальный центр суперкомпьютерных приложений (англ. National Center for Supercomputing Applications, NCSA) — научно-исследовательский центр по развитию суперкомпьютерных технологий, расположенный в Иллинойсском университете в Урбана-Шампейн, США. NCSA поддерживается Национальным научным фондом, правительством штата Иллинойс и частными компаниями.
NCSA обладает вычислительными системами разных архитектур (как кластерными, так и с разделяемой памятью), в том числе петафлопным суперкомпьютером Blue Waters. Услугами центра пользуются более 2000 учёных и инженеров. Вычислительные мощности для научных целей предоставляются бесплатно на всей территории США.

## История
Инициатором создания NCSA выступил Ларри Смарр, физик и IT-специалист, с 1979 года работавший в Иллинойсском университете. В 1983 году при поддержке своих коллег по университету он отправил в Национальный научный фонд десятистраничное письмо с предложением выделить средства на создание суперкомпьютерного центра для научных исследований. Многие высказанные в нём идеи, широко применяемые сейчас, на тот момент считались новаторскими. В частности, была подчёркнута важность тесного взаимодействия между разработчиками аппаратного и программного обеспечения суперкомпьютеров и пользователями, применяющими их в различных прикладных областях.
Предложение было одобрено, и в 1985 году проект получил грант от NSF в рамках "Программы создания суперкомпьютерных центров" (Supercomputer Centers Program). Первым директором Национального центра суперкомпьютерных технологий стал Ларри Смарр. В 1986 году был запущен первый в рамках программы суперкомпьютер.
Отличительной особенностью проекта стала соединившая все суперкомпьютерные центры высокоскоростная сеть NSFNet, которую наряду с ARPANET можно считать одним из прототипов современного интернета. В 1986 году в NCSA была разработана собственная реализация протокола Telnet — NCSA Telnet. А в 1993 году был выпущен NCSA Mosaic — первый веб-браузер с графическим интерфейсом для операционной системы Microsoft Windows. Основными его разработчиками стали Марк Андрессен и Эрик Бина. Mosaic оказал существенное влияние на рынок веб-браузеров; его исходный код лёг в основу Netscape Navigator и, позже, Internet Explorer. Несмотря на то, что разработка браузера в NCSA была официально прекращена в 1997 году, его до сих пор можно скачать с официального сайта центра.
Кроме того, специалистами NCSA был разработан формат данных HDF, предназначенный для хранения больших объёмов цифровых данных. В настоящее время проект поддерживается некоммерческой организацией HDF Group.

## Вычислительные мощности

### «Blue Waters»
Главный суперкомпьютер NCSA — «Blue Waters» — был установлен компанией IBM в 2011 году, после чего её сотрудничество с центром было прекращено. В 2012 году суперкомпьютер был модернизирован компанией Cray: были добавлены новые вычислительные узлы как типа «CPU-CPU», так и «CPU-GPU».
Общее количество вычислительных узлов «Blue Water» превышает 25 тысяч; используются около 380 тысяч процессорных ядер AMD Opteron и 30 тысяч графических процессоров Nvidia Tesla. Суммарная оперативная память превышает 1,5 петабайт, ёмкость внешних запоминающих устройств — более 25 петабайт (планируется увеличение до 500 петабайт.) Внутренняя коммуникационная сеть обладает пропускной способностью 100 ГБ/с и топологией трёхмерного тора.
По официальным данным, пиковая производительность «Blue Waters» превышает 11,5 петафлопс. Реальная производительность была измерена при помощи нескольких тестов производительности, разработанных с учётом требований современных научных расчётов и измеряющих не только время работы программы, но и дополнительные временные затраты на запуск заданий, ввод-вывод и т. п. В трёх случаях производительность суперкомпьютера превысила 1 петафлопс.
Следует отметить, что с 2012 года «Blue Waters» не участвует в мировом рейтинге суперкомпьютеров TOP500. Вильям Крамер, один из руководителей проекта, считает, что тест производительности Linpack, на котором основан TOP500, устарел и не подходит для ранжирования современных высокопроизводительных систем.

### Прочее
К 2001 году NCSA располагала суперкомпьютерами HP/Convex SPP-2000, SGI/Cray Origin2000 Array, SGI Power Challenge Array и параллельным кластером из 128 двухпроцессорных рабочих станций на базе процессоров Intel Pentium II и Windows NT.